# William Lowther
William Lowther (21 juillet 1787 - 4 mars 1872) est un homme politique conservateur britannique. Il est titré 2e comte de Lonsdale.

## Biographie
Il est le fils aîné de William Lowther (1er comte de Lonsdale), et d'Augusta, fille de John Fane (9e comte de Westmorland). Henry Lowther est son frère cadet. Il fait ses études à Harrow et au Trinity College, à Cambridge,.

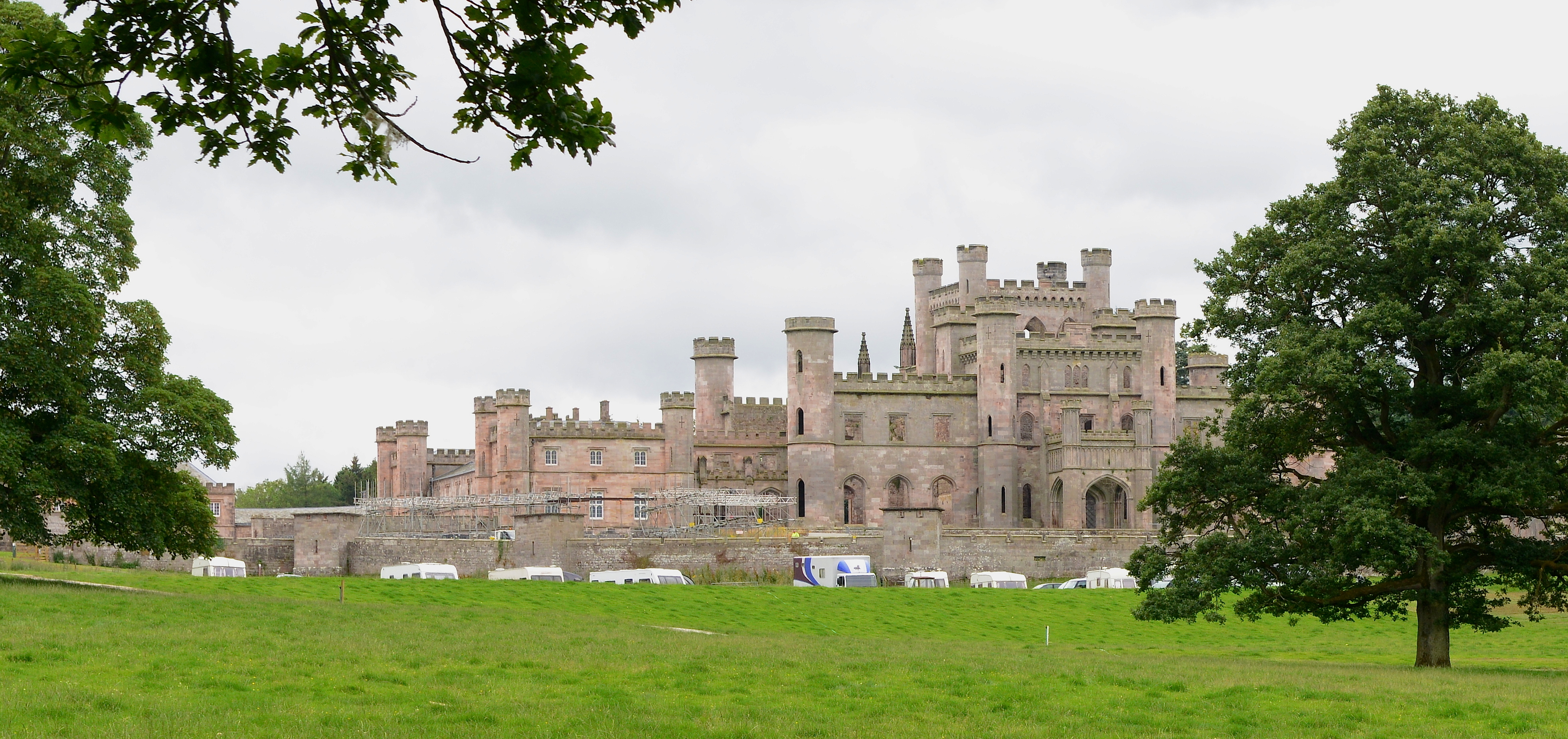
Lowther Castle - siège des comtes de Lonsdale

Il est élu au parlement pour Cockermouth en 1808, poste qu'il occupe jusqu'en 1813 et représenta plus tard Westmorland entre 1813 et 1831 et 1832 et 1841 Dunwich en 1832 et West Cumberland entre 1832 et 1833. Il est admis au Conseil privé en 1818 et est dans le gouvernement du duc de Wellington comme Premier commissaire des eaux et forêts entre 1828 et 1830, et de Robert Peel, comme trésorier de la Marine et vice-président de la Chambre de commerce entre 1834 et 1835.
En 1841, il est appelé à la Chambre des lords par un décret d'accélération du titre junior de baron Lowther, attribué à son père, et occupe le poste de maître de la poste sous Peel entre 1841 et 1845. En 1844, il succède à son père dans le comté de Lonsdale. Il occupe son dernier poste ministériel en tant que Lord président du Conseil siégeant au Cabinet, en 1852, dans le premier gouvernement du comte de Derby.
Il est élu membre de la Royal Society le 5 juillet 1810. Il est également Lord Lieutenant du Cumberland et de Westmorland entre 1844 et 1868.

## Vie privée
Lord Lonsdale ne s'est jamais marié, mais il a reconnu au moins trois enfants illégitimes. Il leur laisse des sommes importantes dans son testament. Passionné d'opéra, on pense que tous ses enfants sont nés de chanteuses d'opéra. Sa fille avec Caroline Saintfal, Marie Caroline, est née à Paris en 1818. Une autre fille née la même année, Frances Lowther (1818-1890), épouse le député Henry Broadwood (1793-1878) et est la mère d'Arthur Broadwood (1848-1928). Avec Emilia Cresotti, une chanteuse d'opéra italienne, il engendre Francis William Lowther (1841-1908), père de Claude Lowther, député et de Toupie Lowther,.
Il meurt en mars 1872, à l'âge de 84 ans. Son neveu Henry Lowther (3e comte de Lonsdale) lui succède au comté et à Lowther Castle.
Edward Bowring Stephens a sculpté son buste en marbre, qui fait maintenant partie de la collection du National Trust au Hughenden Manor, dans le Buckinghamshire.